# Verdammtnochma!
Verdammtnochma! ist das zweite Soloalbum des Hamburger Rappers Samy Deluxe. Es erschien am 23. August 2004 über die Labels EMI und Deluxe Records.

## Produktion
Im Gegensatz zu dem Debütalbum von Samy Deluxe, das fast ausschließlich von seinen beiden Hausproduzenten Tropf 
und DJ Dynamite produziert wurde, stammen die Beats zu Verdammtnochma! von vielen verschiedenen Produzenten, darunter auch US-Amerikaner. Die beiden Produzenten von Dynamite Deluxe steuerten insgesamt sechs Instrumentals bei. Jeweils zwei Produktionen stammen von DJ Desue, den Heatmakerz, Baby Dooks und Kaos. Außerdem produzierten Waajeed, Diamond D, Blitz, DJ Rocky, Jewels, Rob Easy und J-Luv jeweils einen Beat. Samy Deluxe selbst fungierte als Ausführender Produzent.

## Covergestaltung
Das Albumcover zeigt Samy Deluxe, bekleidet mit einem schwarzen T-Shirt, sowie einer grünen Collegejacke und einem schwarzen Baseballcap der Boston Celtics. Um seinen Hals hängen zwei Ketten, wobei eine die Initialen seines Künstlernamens S & D enthält. Am linken Rand des Bildes steht von unten nach oben der Titel Verdammtnochma und rechts oben befindet sich das Logo von Samy Deluxe (ein S, das einem Dollarzeichen ähnelt) in grün. Dieses wird von den Wörtern Wickeda MC - Samy Deluxe - Samsemilia - Samy Deluxe umkreist.

## Gastbeiträge
Auf fünf Songs des Albums sind andere Künstler vertreten. Die Hamburger Rap-Crew Headliners sind bei Bereit zu hören und Samys Kollabo-Partner Afrob unterstützt ihn auf Champions. Außerdem hat der Sänger J-Luv einen Gastbeitrag bei Manchmal, während der Rapper Charnell auf Was was in Erscheinung tritt. Des Weiteren ist Vibe bei Warum zu hören.

## Titelliste
| Professionelle Bewertungen | Professionelle Bewertungen |
| -------------------------- | -------------------------- |
| Kritiken                   |                            |
| Quelle                     | Bewertung                  |
| laut.de                    | [ 3 ]                      |

| #  | Titel              | Gastmusiker | Produzent       | Länge |
| -- | ------------------ | ----------- | --------------- | ----- |
| 1  | Intro              |             | Heatmakerz      | 3:59  |
| 2  | Zurück             |             | Blitz           | 3:37  |
| 3  | Bereit             | Headliners  | DJ Rocky        | 4:16  |
| 4  | Einfach ich        |             | Waajeed         | 3:57  |
| 5  | Tu was ich tu      |             | DJ Desue        | 3:43  |
| 6  | Der Guteste        |             | Tropf           | 3:07  |
| 7  | Warum              | Vibe        | Baby Dooks      | 3:35  |
| 8  | Champions          | Afrob       | Kaos            | 3:51  |
| 9  | Beat Box (Skit)    |             |                 | 0:44  |
| 10 | Mehr Rapshit (Wow) |             | Kaos            | 3:58  |
| 11 | Bounce Club        |             | Jewels          | 3:49  |
| 12 | PDSA               |             | Rob Easy        | 3:11  |
| 13 | Generation         |             | Tropf           | 3:46  |
| 14 | Denk               |             | Tropf           | 3:57  |
| 15 | Ha ha ha           |             | DJ Desue        | 3:15  |
| 16 | Es ist wahr        |             | DJ Dynamite     | 4:30  |
| 17 | Manchmal           | J-Luv       | J-Luv           | 4:00  |
| 18 | Viel mehr          |             | DJ Dynamite     | 1:57  |
| 19 | Pures Gift 2004    |             | Dynamite Deluxe | 2:59  |
| 20 | Was was            | Charnell    | Baby Dooks      | 5:01  |
| 21 | Blick zurück       |             | Diamond D       | 3:56  |
| 22 | Gott sei Dank      |             | Heatmakerz      | 3:39  |

## Chartplatzierungen und Singles
Das Album stieg in der 37. Kalenderwoche des Jahres 2004 wie sein Vorgänger auf Platz 2 in die deutschen Charts ein. In den folgenden Wochen belegte es die Positionen 7; 5 und 16. Nach 9 Wochen verließ Verdammtnochma! die Top 100. In den deutschen Jahrescharts 2004 belegte der Tonträger Rang 80.
Als Singles wurden Zurück (DE #22, 9 Wo.), Warum (DE #56, 5 Wo.) und Generation (DE #43, 7 Wo.) veröffentlicht.
| ChartsChartplatzierungen | Höchstplatzierung | Wochen |
| ------------------------ | ----------------- | ------ |
| Deutschland (GfK)        | 2 (9 Wo.)         | 9      |
| Österreich (Ö3)          | 10 (8 Wo.)        | 8      |
| Schweiz (IFPI)           | 9 (9 Wo.)         | 9      |

| ChartsJahrescharts (2004) | Platzierung |
| ------------------------- | ----------- |
| Deutschland (GfK)         | 80          |